# Oxira takamukui
Oxira takamukui là một loài bướm đêm trong họ Noctuidae.